# Vladímir Vassin
Vladímir Vassin   (Moscou, 9 de gener de 1947) és un saltador rus, ja retirat, que va competir sota bandera de la Unió Soviètica durant les dècades de 1960 i 1970.
El 1964 va prendre part en els Jocs Olímpics d'Estiu de Tòquio, on fou vuitè en la prova va guanyar la medalla de plata en la prova de trampolí de 3 metres del programa de salts. Quatre anys més tard, als Jocs de Ciutat de Mèxic, disputà dues proves del programa de salts. Fou desè en la competició del salt de palanca de 10 metres i onzè en la de trampolí de 3 metres. El millor resultat en uns Jocs el va obtenir en la seva tercera i darrera participació, el 1972, a Múnic, on guanyà la medalla d'or en la prova del trampolí de 3 metres. Aquesta fou la primera medalla d'or d'un esportista soviètic en salts.
En el seu palmarès també destaca una medalla d'or al Campionat d'Europa de 1970 i una de plata a les Universíades de 1973, ambdues en el salt de trampolí de 3 metres. Guanyà tres campionats nacionals, el 1966, 1969 i 1972.
Una vegada retirat, el 1972, va passar a exercir de jutge de categoria internacional. El 1973 es graduà a la Facultat d'Economia de la Universitat Estatal de Moscou. Posteriorment ocupà diversos càrrecs directius dins el Comitè Olímpic Rus i des del 2010 n'és el vicepresident honorari.
El 1991 fou incorporat a l'International Swimming Hall of Fame.